# Glaabsbräu
 (avril 2021).
Si vous disposez d'ouvrages ou d'articles de référence ou si vous connaissez des sites web de qualité traitant du thème abordé ici, merci de compléter l'article en donnant les références utiles à sa vérifiabilité et en les liant à la section « Notes et références ».
La Glaabsbräu GmbH & Co. KG est une brasserie à Seligenstadt, dans le district de Darmstadt.

## Histoire
En 1744, Johannes Ruf et son épouse construisent à Seligenstadt la brasserie Zum Römischen Kaiser, qui est encore aujourd'hui le siège du Glaabsbräu. En 1782, le fils Johann Georg Ruf est enrôlé dans la guilde des brasseurs de Seligenstadt. Après sa mort en 1808, son neveu Peter Josef Weidner II prend l'auberge et la brasserie. La famille Wissel suit jusqu'en 1891. Ferdinand Glaab, arrière-grand-père de l'actuel directeur général Robert Glaab, épouse Mariechen Wissel et, à partir de 1895, arrête la brasserie Zum Römischen Kaiser et fonde la brasserie Glaab & Thoma GmbH avec son beau-frère, Johann Thoma.
Ses fils Ferdinand II et Jacob rejoignent l'entreprise familiale en 1920. En 1921, les deux brasseries Glaab et Appelmann fusionnent pour former la Vereinigten Brauereien Seligenstadt. En 1931, la brasserie acquiert le procédé breveté de la boisson au malt Vitamalz mis au point par Ferdinand Glaab I et Fritz Lux. Après le départ de Jakob Appelmann, Ferdinand Glaab I fonde avec ses fils Glaabsbräu F. Glaab & Co. Après sa mort en 1939, ses fils prirent la direction de la brasserie.
Le brasseur Richard Glaab, fils de Jakob Glaab, rejoint la société en 1960. Robert Glaab, fils de Richard Glaab, rejoint la société à l'âge de 33 ans, maintenant à la neuvième génération. En 1999, une nouvelle kellertrübe Bier (1744 Kellertrübe) est introduite.
En 2000, Richard Glaab quitte la société. Afin de renforcer l'identité en tant que brasserie familiale traditionnelle, en 2004, l’ensemble de la gamme de bières est modifié pour des bouteilles à bouchon mécanique. En 2006, la chaudière à vapeur est renouvelée pour mettre à jour la production de chaleur complète et réduire considérablement les émissions de CO2. Ce projet comprend également un système de réfrigération nouvellement installé en 2007, qui garantit un approvisionnement en réfrigération plus écologique pour l’ensemble du processus de brassage en utilisant un nouveau réfrigérant sans ammoniac et en économisant de l’énergie.
En 2005, Glaabsbräu est un membre fondateur de Die Freien Brauer. En 2006, dans le but de promouvoir l’économie locale, une collaboration avec des agriculteurs de Seligenstadt, Hainstadt et Rodgau est lancée pour obtenir de l'orge de brasserie pour les bières de spécialité Glaabsbräu directement de la région.
En février 2015, la brasserie annonce la conversion de l'installation de production. Les systèmes de brassage doivent être mis à jour, en fonction des besoins. Glaabsbräu investit au total 3,2 millions d’euros.
En avril 2017, la mise en bouteille des bières, à l'exception de la Kellertrübe 1744, est remplacée par des bouteilles avec des bouchons.
Depuis septembre 2016, la brasserie n'est plus le distributeur de licence de Vitamalz, car tous les droits et licences sont vendus à Krombacher.

## Spécialités
| Standard - Glaabsbräu Pilsner (0,33 l et 0,5 l) - Glaabsbräu Alkoholfrei (0,33 l) - Glaabsbräu Helles (0,33 l et 0,5 l) - Glaabsbräu Export (0,33 et 0,5 l) - Glaabsbräu Dunkles (0,33 l et 0,5 l) | Weizenbier - Glaabsbräu Hefeweizen/hell (0,5 l) - Glaabsbräu Hefeweizen/dunkel (0,5 l) - Glaabsbräu Hefeweizen Alkoholfrei (0,5 l) - Glaabsbräu Kristallweizen (0,5 l) | Bières spéciales, de saison et mixtes - 1744 Kellertrübes (0,33 l avec fermeture à lanière) - Glaabsbräu Doppelbock (0,33 l saison) - Glaabsbräu Festbier (0,5 l saison) - Glaabsbräu Naturradler (0,33 l et 0,5 l) | Bières artisanale - Glaab's Hopfenlust (0,33 l) - Glaab's Reifeprüfung (0,33 l) - Glaab's Tropical Thunder (0,33 l) - Glaab's GrieSoß (0,33 l saison) |